# Partido Coronel Suárez
Coronel Suárez ist ein Partido im Westen der Provinz Buenos Aires in Argentinien. Laut einer Schätzung von 2019 hat der Partido 40.162 Einwohner auf 5.985 km². Der Verwaltungssitz ist die Ortschaft Coronel Suárez. Der Partido wurde 1882 von der Provinzregierung geschaffen, als sie das Gebiet von Tres Arroyos in die Partidos Coronel Suárez, Tres Arroyos und Coronel Pringles aufteilte. Ein großer Teil der Bevölkerung ist wolgadeutscher Abstammung.

## Orte
Coronel Suárez ist in 11 Ortschaften und Städte, sogenannte Localidades, unterteilt.
- Coronel Suárez (Verwaltungssitz)
- Huanguelén
- San José
- Santa María
- Santa Trinidad
- Villa Arcadia
- Pasman
- Cura Malal
- Estación Piñeyro
- D’Orbigny
- Cascada